# Orichowycia
Orichowycia (ukr. Оріховиця) – wieś na Ukrainie, w obwodzie zakarpackim, w rejonie użhorodzkim, w hromadzie Onok. W 2001 liczyła 604 mieszkańców, spośród których 593 wskazało jako ojczysty język ukraiński, 9 rosyjski, 1 węgierski, a 1 słowacki.